# Triều Tiên Trung Tông
Triều Tiên Trung Tông (chữ Hán: 朝鮮中宗; Hangul: 조선중종; 16 tháng 4, 1488 – 29 tháng 11, 1544) là vị Quốc vương thứ 11 của nhà Triều Tiên. Trị vì từ năm 1506 đến năm 1544, tổng cộng 38 năm.
Thời gian trị vì của mình, Trung Tông đại vương bất lực khiến Triệu Quang Tổ bị lưu đày, bản thân bị các phe phái trong triều và hậu cung can chánh, chính thể bất ổn định. Bên ngoài, cướp biển Uy Khấu liên tục quấy nhiễu, người Nữ Chân lớn mạnh theo thời gian, báo hiệu một tương lai suy thoái mạnh của Vương triều.

## Tóm tắt
Trung Tông đại vương có tên húy là Lý Dịch (李懌; 이역), tên tự là Nhạc Thiên (樂天; 낙천). Ông là con trai thứ tám của Triều Tiên Thành Tông và là con trai thứ hai của Trinh Hiển Vương hậu Doãn thị (정현왕후 윤씨). Sau khi anh cùng cha khác mẹ của ông là Yên Sơn Quân bị phế truất trong cuộc đảo chính, ông được các công thần phản chính như Phác Nguyên Tông (박원종), Thành Hi Nhan (성희안) ủng hộ lên ngôi vua.
Trong thời gian trị vì, xung đột giữa các công thần phái Huân cựu và phái Sĩ lâm gia tăng, dẫn đến nhiều vụ đấu đá chính trị, như các vụ án vu khống, đầu độc, thư nặc danh và những mưu đồ trong cung. Về đối ngoại, ông phải đối phó với cuộc chiến tranh Tam Phổ Uy loạn (三浦倭亂) và những cuộc xâm lược của hải tặc Oa khấu ở phía Nam cũng như tộc người Nữ Chân ở phía Bắc. Để đối phó với các vấn đề quốc phòng này, ông đã thành lập một cơ quan tạm thời gọi là Bị Biên Ti (비변사).
Ngoài ra, trong thời gian trị vì của ông, nhiều sách vở được biên soạn và xuất bản, chẳng hạn như "Tục Tam Cương Hành Thực Đồ" (속삼강행실도) vào năm 1514 và "Tân Tăng Đông Quốc Dư Địa Thắng Lãm" (신증동국여지승람) vào năm 1530. Tuy nhiên, sau vụ án Kỷ Mão Sĩ họa (기묘사화), chính sách phát triển văn hóa gần như bị đình trệ.

## Tiểu sử

### Thân thế
Ngày 5 tháng 3 năm 1488, ông được sinh ra là con trai của Triều Tiên Thành Tông và Trinh Hiển Vương hậu, có tên húy là Lý Dịch (李懌; 이역), tên thời thơ ấu là Cừu Đẳng Ẩn Kim Y (구등은금이).
Ngày 6 tháng 4 năm 1494, ông được phong làm Tấn Thành Đại Quân (진성대군). Sau đó, ông kết hôn với con gái của Thận Thủ Cần (신수근), Thận phu nhân (sau này là Đoan Kính Vương hậu). Ở tuổi 13, ông rời khỏi cung. Vì Thận Thủ Cần là anh trai của Phế phi Thận thị, vương hậu của Yên Sơn Quân, Yên Sơn Quân và Trung Tông vừa là anh em cùng cha khác mẹ, vừa là chú cháu rể.
Ngày 2 tháng 9 năm 1506, cuộc đảo chính do Phác Nguyên Tông (박원종), Thành Hi Nhan (성희안), Liễu Thuận Đinh (유순정) dẫn đầu chống lại bạo chúa Yên Sơn Quân thành công, ông được lên ngôi vua của Triều Tiên, sự kiện này được gọi là Trung Tông phản chính (중종반정). Vào ngày này, binh lính quân cuộc đảo chính bao vây nhà của Tấn Thành Đại quân, ông đang chuẩn bị tự sát vì nghĩ rằng Yên Sơn Quân sẽ giết mình, nhưng ông đã được vợ mình là Thận thị khuyên can.

## Lên ngôi và cải cách

### Giai đoạn đầu trị vì
Năm 1506, ông lên ngôi tại Điện Cần Chánh, Cung Cảnh Phúc vào tháng 9. Các lực lượng đảo chính yêu cầu loại bỏ Thận phu nhân, con gái của anh rể Yên Sơn Quân, khỏi cung. Cuối cùng, Trung Tông phải phế truất Thận phu nhân và đưa bà về nhà riêng. Sau đó, ông phong con gái của Doãn Nhữ Bật (윤여필) là Chương Kính Vương hậu, nhưng bà qua đời sau khi sinh Nhân Tông do biến chứng hậu sản. Ông tiếp tục phong con gái của Doãn Chi Nhậm (윤지임) là Văn Định Vương hậu làm vương hậu.
Bị ép buộc lên ngôi bởi ý đồ chính trị của các thế lực đảo chính, Trung Tông ban đầu không thể thực thi quyền lực thực sự dưới sự kiểm soát của các công thần. Dù vậy, ông cố gắng khôi phục lại các luật lệ đã bị Yên Sơn Quân bãi bỏ, và tăng cường chức năng của Hoằng Văn Quán (홍문관), cơ quan tham vấn cho nhà vua. Ông thực hiện các biện pháp như việc các quan chức phải báo cáo hàng tháng, tổ chức kỳ thi khoa cử mùa xuân và mùa thu, và thúc đẩy việc học tại nhà.
Trung Tông cố gắng kiểm soát sự bành trướng quyền lực của các công thần bằng cách thúc đẩy chính trị vương đạo, nhưng không thành công do quyền lực của các công thần quá mạnh. Khi quyền lực của các công thần như Phác Nguyên Tông và Hồng Cảnh Chu (홍경주) gia tăng và họ bắt đầu lạm quyền, ông quyết định tuyển dụng lại phái Sĩ lâm để chống lại quyền lực của các công thần.

### Phái Sĩ Lâm và cải cách chính trị
Trung Tông, do cảnh giác với thế lực của Phác Nguyên Tông (em trai của vợ Kính tần Phác thị) và Hồng Cảnh Chu (cha của Hy tần Hồng thị), đã quyết định tận dụng cơ hội khi các công thần Huân cựu đang suy yếu để đưa phái Sĩ Lâm trở lại triều đình. Ban đầu, ông bổ nhiệm Nam Cổn (남곤), người đã từng bị phê phán bởi Phác Nguyên Tông và Thành Hi Nhan. Sau khi Phác Nguyên Tông và Thành Hi Nhan qua đời, Trung Tông đã đề bạt nhiều nhân vật thuộc phái Sĩ Lâm vào các chức vụ trong Hoằng Văn Quán, Tư Gián Viện (사간원), Tư Hiến Phủ (사헌부), và Xuân Thu Quán (춘추관) để lôi kéo họ trở lại chính trường.
Trung Tông, cùng với Triệu Quang Tổ và các thành viên phái Sĩ Lâm, từng bị loại bỏ ra khỏi triều đình trong sự kiện Giáp Tý Sĩ họa, đã tiến hành các cải cách nghiêm ngặt theo tư tưởng Nho giáo. Ông tổ chức các kỳ thi tuyển chọn nhân tài (Hiền Lương Khoa) để đè bẹp thế lực của các công thần. Tuy nhiên, chính sách cải cách quá nhanh chóng và quyết liệt của Triệu Quang Tổ đã gây ra phản ứng mạnh mẽ từ phái Huân cựu, tầng lớp nắm giữ quyền lực bảo thủ. Chính Trung Tông, người từng tin tưởng và ủng hộ Triệu Quang Tổ, cũng cảm thấy mệt mỏi và chán ngán.
Đặc biệt, việc Triệu Quang Tổ và các thành viên phái Sĩ Lâm tiến hành xóa bỏ danh hiệu công thần của nhiều người đã làm tăng cao sự căng thẳng và cảm giác bị đe dọa của phái Huân cựu. Những hành động này đã dẫn đến sự phản đối kịch liệt từ phái Huân cựu và cuối cùng làm giảm sự ủng hộ từ Trung Tông, người đã từng là một trong những đồng minh lớn nhất của Triệu Quang Tổ.

## Kỷ Mão Sĩ họa

### Xung đột với Triệu Quang Tổ
Vua Trung Tông, người lên ngôi nhờ cuộc đảo chính chống lại Yên Sơn Quân, ban đầu không thể nắm thực quyền do bị các công thần chi phối. Ông buộc phải phế truất Đoan Kính Vương hậu và xử tử người anh cùng cha khác mẹ, Chân Thành Quân (견성군), mặc dù không đồng ý với việc này. Để kiểm soát các công thần và củng cố quyền lực, Trung Tông đã tuyển dụng nhóm học giả Sĩ Lâm nhằm đối trọng với các thế lực công thần (Huân cựu) đang lấn át triều đình. Tuy nhiên, mục tiêu của Triệu Quang Tổ (조광조) và phái Sĩ Lâm là thực hiện chính trị theo đạo học, điều này mâu thuẫn với mong muốn của Trung Tông về việc trở thành một vị quân chủ mạnh mẽ.
Triệu Quang Tổ mong muốn nhà vua cũng phải tuân theo các nguyên tắc của Tân Nho giáo, và khuyến khích Trung Tông trở thành một người học giả, cùng quản lý đất nước với các Sĩ Lâm theo tư tưởng Nho giáo. Điều này gây ra sự khó chịu và bất đồng từ phía nhà vua.
Triệu Quang Tổ đề xuất hệ thống tuyển dụng hiền tài (Hiền Lương Khoa) và lan tỏa hệ thống Hương ước (향약), nhằm xây dựng một cộng đồng dựa trên đạo đức Nho giáo. Ông cũng đề nghị bãi bỏ Chiêu Cách Thự (소격서), một cơ quan chịu trách nhiệm tế lễ trời, theo ảnh hưởng của Đạo giáo. Những hành động này khiến ông và phái Sĩ Lâm xung đột mạnh mẽ với các thế lực công thần, đặc biệt là khi họ yêu cầu hủy bỏ danh hiệu công thần giả được ban phát không đúng cách.

### Sự kiện Tẩu Tiếu Vi Vương
Vua Trung Tông ban đầu ủng hộ và quý trọng Triệu Quang Tổ, nhưng dần cảm thấy khó chịu và mất niềm tin do các chính sách cải cách quá cấp tiến và học thuật của ông. Nhóm công thần, bao gồm Nam Cổn, Thẩm Trinh (심정) và Hồng Cảnh Chu, thông qua Hy tần Hồng thị, âm mưu tạo ra sự kiện "Tẩu Tiếu Vi Vương". Họ viết dòng chữ "Tẩu Tiếu Vi Vương" (走肖爲王, 走+肖=趙氏 Tẩu+Tiếu=Triệu Thị tức là "Họ Triệu sẽ trở thành vua") trên lá cây bằng mật ong, khiến côn trùng ăn lá tạo thành dòng chữ này, rồi mang trình lên Trung Tông. Lợi dụng sự kiện này, Trung Tông cách chức Triệu Quang Tổ và xử tử nhiều thành viên Sĩ Lâm, đồng thời bãi bỏ các cải cách mà Triệu Quang Tổ đã đề xuất.
Tuy nhiên, những cải cách phải đối mặt với nhiều đối lập từ những quý tộc bảo thủ thuộc phái "Huân cựu", người đã đưa nhà vua lên ngai vàng. Sau bốn năm ngắn ngủi của chương trình cải cách, Trung Tông đột ngột hủy bỏ, bởi vì nhà vua hoặc mất niềm tin vào cuộc cải cách hoặc sợ rằng thế lực của Triệu Quang Tổ đang trở nên quá mạnh. Trong khi Trung Tông và Triệu Quang Tổ đang thực hiện chương trình cải cách, thì nhà vua cũng quan tâm đến việc củng cố lại quyền lực của triều đình và tư tưởng tân Nho giáo.

## Biến cố con chuột và biến cố đầu người bằng đất
Năm 1527, vào dịp sinh nhật Thế tử (sau này là Nhân Tông), đã xảy ra vụ việc kẻ xấu treo xác một con chuột bị xé xác và nướng cháy trước cửa sổ Đông cung, với ý đồ nguyền rủa Thế tử .
Sau sự kiện này, Phúc Thành Quân (복성군), con trai trưởng của Trung Tông và anh cùng cha khác mẹ của Thế tử, cùng với mẹ là Kinh Tần Phác thị (경빈박씨), bị kết tội đứng sau vụ việc và bị phế truất, đày ra khỏi hoàng cung. Các chị em cùng cha khác mẹ của Thế tử, Huệ Thuận ông chúa (혜순옹주) và Huệ Tĩnh ông chúa (혜정옹주), cũng bị phế truất .
Năm 1533, một mô hình đầu người bằng đất sét với tóc và các chi tiết khuôn mặt được tìm thấy tại Đông cung. Trên mô hình này có ghi các lời nguyền ám hại Thế tử, vua và vương hậu. Sau sự việc này, Phúc Thành Quân và Kinh Tần Phác thị, cùng với Huệ Thuận ông chúa, Huệ Tĩnh ông chúa, bị liên quan và bị xử tử. Tuy nhiên, sau này mới phát hiện rằng kẻ đứng sau vụ việc là Kim Hi (김희), phu quân của Hiếu Huệ Công chúa (chị của Thế tử) và cha của Kim An Lão (김안로).

## Sự nổi lên của ngoại thích
Sau khi nhóm Sĩ Lâm cấp tiến bị đánh bại, nhóm công thần bắt đầu quay trở lại nắm quyền. Để kiềm chế quyền lực của nhóm công thần, Trung Tông đã tuyển dụng các ngoại thích như Doãn Nhữ Bật, Doãn Nhữ Hài (윤여해), Doãn Chi Nhậm và Kim An Lão.
Ban đầu, họ được bổ nhiệm vào các vị trí trong Nội Thiệm Thự (내섬서) và Chưởng Nhạc Viện (장악원), sau đó vào các vị trí như Huấn luyện đại tướng để bảo vệ kinh thành. Con cái của họ, bao gồm Doãn Nhậm (윤임), Doãn Nguyên Hành (윤원형) và Doãn Nguyên Lão (윤원로), cũng được cử ra làm quan. Tuy nhiên, nhóm ngoại thích này lại hình thành một thế lực mới, gây ra nhiều cuộc tranh giành quyền lực và rắc rối.
Trong triều đại Trung Tông, các sự kiện xung đột quyền lực xảy ra liên tiếp, đặc biệt là cuộc đấu đá giữa ngoại thích và công thần. Năm 1531, các quan lại như Thẩm Trinh, Lý Hãng (이항) và Kim Khắc Phúc (김극복) bị xử tử. Năm 1537, những kẻ liên quan đến việc hãm hại Thẩm Trinh như Kim An Lão, Hứa Hãng (허항) và Thái Vô Trạch (채무택) cũng bị xử tử, khiến triều đình luôn ở trong tình trạng hỗn loạn và bất ổn.

### Xuất hiện của phe Đại Doãn và Tiểu Doãn
Doãn Nhậm và Doãn Nguyên Hành là hậu duệ của Doãn Phan (윤번), cha của Trinh Hi Vương hậu, và là cậu của Nhân Tông và Minh Tông. Họ đã hình thành hai phe đối lập: phe Đại Doãn do ngoại tộc của Nhân Tông (Doãn Nhữ Bật, Doãn Nhậm) dẫn đầu, và phe Tiểu Doãn do ngoại tộc của Minh Tông (Văn Định vương hậu và Doãn Nguyên Hành) dẫn đầu .
Năm 1538, Trung Tông có ý định nhường ngôi cho Thế tử (Nhân Tông), nhận thấy tuổi tác của mình tương đồng với Thái Tông và Thế Tông khi họ nhường ngôi. Tuy nhiên, Thế tử từ chối quyết liệt, thậm chí nhịn ăn để phản đối, nên ý định này không thành hiện thực.

### Qua đời
Năm 1544, ngày 14 tháng 11, Trung Tông thông báo ý định truyền ngôi cho Thế tử (Nhân Tông) và vào ngày hôm sau, ngày 15 tháng 11, Trung Tông băng hà tại Hoan Khánh điện ở Xương Đức cung, thọ 56 tuổi. Trước đó, ông triệu tập Tả nghị chính Hồng Ngạn Bật (洪彦弼) và Hữu nghị chính Doãn Nhân Kính (尹仁鏡), phó thác phò trợ Thế tử kế vị, tức Triều Tiên Nhân Tông.
Nhà Minh ban thụy hiệu là Cung Hi, miếu hiệu Trung Tông (中宗), Triều Tiên dâng thụy hiệu là Cung Hi Huy Văn Chiêu Vũ Khâm Nhân Thành Hiếu đại vương (恭僖徽文昭武欽仁誠孝大王), Hangul là (공희휘문소무흠인성효대왕). Tên miếu Trung Tông được đặt để thể hiện ý nghĩa rằng ông đã cứu quốc gia khỏi sự tàn phá của Yên Sơn Quân và phục hưng đất nước.
Ban đầu Nhân Tông đã an táng cha mình tại Tĩnh Lăng ngay gần phần mộ của mẫu hậu mình là Chương Kính vương hậu đã mất trước đó. Tuy nhiên vào năm 1562, tức năm Minh Tông thứ 17, Tĩnh Lăng đã được di chuyển sang vị trí hiện nay, tức gần lăng của Triều Tiên Thành Tông. Việc di chuyển này là ý của vương hậu thứ ba của ông, Văn Định Vương hậu, do bà muốn được nằm cạnh ông sau khi bà qua đời. Tuy nhiên ý định của bà đã không bao giờ trở thành hiện thực, bởi vì khi bà mất, khu vực Tĩnh Lăng mới này bị thương tổn nặng do lũ lụt, do đó Văn Định Vương hậu đã được an táng ở một chỗ khác là Thái Lăng.
Lăng mộ đã bị hư hại trong Nhâm Thìn Oa loạn. Khi khai quật, thi thể được tìm thấy, nhưng việc xác định đây có phải là thi thể Trung Tông hay không gặp khó khăn vì có rất ít người còn nhớ được diện mạo Trung Tông và những người còn sống thì đã cao tuổi. Theo những ghi chép từ những người còn nhớ về diện mạo Trung Tông, ông có chiều cao trung bình, cơ thể bình thường, râu không nhiều nhưng cũng không ít, với màu sắc vàng nhạt. Trên trán có một nốt ruồi đen nhỏ hơn hạt đậu xanh, khuôn mặt hơi thon dài với một chút vết nhăn và cằm hơi nhọn. Mũi ông cao và dài nhưng hơi cong.
Tuy nhiên, thi thể được phát hiện lại có hình dạng to lớn hơn và chiều cao nhỏ hơn, khoảng 3 thước 2 tấc. Những ghi chép còn lại không khớp với hình dạng thi thể, và vì thi thể vẫn còn nguyên vẹn dù vào mùa hè nóng bức khi Trung Tông qua đời, đã có nghi ngờ rằng thi thể có thể là một người khác, thậm chí là quân Nhật muốn làm nhục lăng mộ. Tuy nhiên, vì có khả năng thi thể là Trung Tông, nên thi thể đã được chôn cất tại một nơi sạch sẽ gần lăng mộ. Hiện tại vẫn không có phương pháp xác định chính xác liệu thi thể đó có phải là của Trung Tông hay không.

## Đánh giá
Trung Tông đại vương là một người quản trị tốt đặc biệt là trong thời kỳ đổi mới do Triệu Quang Tổ chỉ đạo. Tuy nhiên, các sử gia đánh giá rằng ông là một vị vua hơi yếu kém do hoàn cảnh lên ngôi của mình, bị chi phối bởi hai thế lực là Triệu Quang Tổ và những người đã đưa ông lên ngôi. Đôi khi ông được coi là một nhân vật bi kịch, bị ép buộc phải làm vua và phải từ bỏ người vợ ông yêu thương dưới áp lực của các nhà lãnh đạo cuộc đảo chính. Triều đại của ông bị hoen ố bởi nhiều rắc rối, bạo lực, tham nhũng và các âm mưu. Ông bị chỉ trích nhiều vì xử tội Triệu Quang Tổ cùng nhiều người khác và cuộc thanh trừng năm 1519.
Trong những ngày đầu của cải cách, Trung Tông khuyến khích việc xuất bản nhiều cuốn sách nhưng các ấn phẩm giảm đáng kể sau các cuộc thanh trừng vào năm 1519. Ông cũng đã cố gắng để cải thiện tự trị của các tỉnh và thành công trong cải cách kiểm tra dịch vụ dân sự. Trong những ngày cuối của Triều đại của ông, ông nhận ra tầm quan trọng của việc phòng vệ đất nước và khuyến khích phát triển quân sự.
Trung Tông còn nổi tiếng với việc bổ nhiệm Jang Geum làm ngự y cho mình. Chưa bao giờ trong lịch sử Triều Tiên/ Hàn Quốc có một đại nữ quan nội y hoàng gia hoặc nữ bộ trưởng y tế nào, cho đến tận ngày nay.

## Gia đình
- Cha: Triều Tiên Thành Tông Lý Huyện.
- Mẹ: Trinh Hiển vương hậu Doãn Thị (貞顯王后尹氏; 1462 - 1530), người ở Pha Bình, con gái của Linh Nguyện phủ viện quân Doãn Hào (鈴原府院君尹壕) và Diên An phủ phu nhân Diên An Điền thị (延安府夫人延安田氏). Khi Yên Sơn Quân kế vị, bà được tôn hiệu Từ Thuận Đại phi (慈順大妃). Năm 1506, Đại phi họp bàn với các đại thần, phế bỏ Yên Sơn Quân, giúp Trung Tông kế vị.
- Hậu cung:

1. Đoan Kính vương hậu Thận thị (端敬王后愼氏, 1487 - 1557), người ở Ký Xương, là con gái của Ích Xương phủ viện quân Thận Thủ Cần (益昌府院君慎守勤), và Thanh Nguyện phủ phu nhân Hàn thị ở Thanh Châu (淸原府夫人清州韓氏). Vương hậu đã bị phế truất sau 7 ngày tại vị bởi những triều thần đã phế truất Yên Sơn Quân và đưa Trung Tông lên ngôi, vì cha bà là Thận Thủ Cần phản đối bọn họ phế truất Yên Sơn Quân và bị giết. Vào thời Triều Tiên Anh Tổ, tông tộc nhà Lý truy tôn lại xưng vị Vương hậu cho bà.
2. Chương Kính vương hậu Doãn thị (章敬王后尹氏, 1491 - 1515), người ở Pha Bình, là con gái của Pha Nguyện phủ viện quân Doãn Nhữ Bật (坡原府院君尹汝弼) và Thuận Thiên phủ phu nhân Phác thị (順天府夫人朴氏). Bà đã qua đời 7 ngày sau khi hạ sinh Nguyên tử, tức Triều Tiên Nhân Tông.
3. Văn Định vương hậu Doãn thị (文定王后尹氏, 1501 - 1565), người ở Pha Bình, là con gái của Pha Sơn phủ viên quân Doãn Chi Nhậm (坡山府院君尹之任) và Toàn Thành phủ phu nhân Lý thị ở Toàn Nghĩa (全城府夫人全義李氏). Bà hạ sinh ra Triều Tiên Minh Tông.
4. Kính tần Phác thị (敬嬪朴氏, ? - 1533), người ở Mật Dương. Bà là con gái ruột của Phác Tú Lâm (朴秀林), con gái nuôi của Phác Nguyên Tông (朴元宗), cậu của Chương Kính Vương hậu, tư sắc xinh đẹp, rất được Trung Tông sủng ái trong cung. Sinh hạ Phúc Thành quân, Huệ Thuận ông chúa và Huệ Tĩnh ông chúa. Sau vì tội ám hại Thế tử mà bị phế truất, lưu đày và sau đó ban chết.
5. Xương tần An thị (昌嬪安氏, 1498 - 1549), người ở An Sơn. Bà là con gái của Địch thuận phó úy An Thản Đại (安坦大), mẹ là Hoàng phu nhân. Sinh hạ Vĩnh Dương quân, Đức Hưng đại viện quân, Tĩnh Thận ông chúa và Vương tử Dinh Thọ chết yểu. Bà là tổ mẫu của Triều Tiên Tuyên Tổ, tằng tổ mẫu của Quang Hải Quân, cao tổ mẫu của Triều Tiên Nhân Tổ.
6. Hy tần Hồng thị (熙嬪洪氏, 1494 - 1581), người ở Nam Dương. Bà là con gái của Hồng Cảnh Chu (洪景舟), một trong các đại thần đưa Trung Tông lên ngôi. Bà sinh hạ Cẩm Nguyên quân, Phụng Thành quân cùng 3 Vương tử chết yểu.
7. Quý nhân Hàn thị (貴人韓氏, 1500 - 1575), người ở Thanh Châu. Cha là Tây Nguyên quân Hàn Tuân (韓恂), mẹ là Trắc thất Lý thị. Chị của Hàn Tuân là An Thuận vương hậu của Triều Tiên Duệ Tông, nên Quý nhân là cháu gái của Vương hậu. Năm 1540 dược phong Thục dung (淑容). Khi Minh Tông đại vương lên ngôi, được tấn phong Thục nghi (淑儀), dần lên Chiêu nghi (昭儀) rồi là Quý nhân, hàng Tòng nhất phẩm.
8. Thục nghi La thị (淑儀羅氏, 1489 - 1514), người ở La Châu, cha là La Thúc Đam (羅叔聃).
9. Thục nghi Lý thị (淑儀李氏 ? - 1524), người ở Khánh Châu, cha là Lý Hanh Thần (李亨臣). Sau khi sanh hạ Đức Dương quân thì qua đời.
10. Thục nghi Hồng thị (淑儀洪氏), người ở Nam Dương, tương truyền là hậu cung được Trung Tông sủng ái nhất.
11. Thục nghi Kim thị (淑媛金氏), sinh hạ Thục Tĩnh ông chúa, nuôi dưỡng Đức Dương quân.
12. Thục viên Lý thị (淑媛李氏, ? -1520), cha là Lý Bạch Tiên (李白先), sinh hạ Trinh Thuận ông chúa và Hiếu Tĩnh ông chúa.
13. Thục viên Quyền thị (淑媛權氏).

- Vương tử:

1. Phúc Thành quân Lý Mi (福城君李嵋, 1509 - 1533), ấu danh Hạc Thọ (鶴壽), mẹ là Kính tần Phác thị. Lấy Quận phu nhân Doãn thị ở Pha Bình. Thụy Trinh Mẫn (貞愍).
2. Hải An quân Lý Kĩ (海安君李㟓, 1511 － 1573), tự Bất Băng (不崩), mẹ là Thục nghi Hồng thị. Lấy Tấn Sơn quận phu nhân Liễu thị ở Tấn Châu, sau lấy Quận phu nhân Thận thị ở Ký Xương. Thụy Tĩnh Hi (靖僖).
3. Cẩm Nguyên quân Lý Lĩnh (錦原君李岭, 1513 - 1562), ấu danh Hòa Thọ (和壽), tự Ngưỡng Chỉ (仰止), mẹ là Hy tần Hồng thị. Lấy Ba Trừng quận phu nhân Trịnh thị ở Hải Châu. Thụy Hiếu Văn (孝文).
4. Triều Tiên Nhân Tông Lý Hổ [李峼], mẹ là Chương Kính vương hậu Doãn thị.
5. Vĩnh Dương quân Lý Cự (永陽君李岠; 1521 - 1562), mẹ là Xương tần An thị. Lấy Quận phu nhân An thị ở Thuận Hưng. Thụy Thành Điệu (成悼).
6. Đức Dương quân Lý Kì (德陽君李岐, 1524 - 1581), tự Bá Cao (伯高), mẹ là Thục nghi Lý thị. Lấy Vĩnh Gia quận phu nhân Quyền thị ở An Đông. Thụy Tĩnh Hi (靖僖).
7. Phụng Thành quân Lý Nguyên (鳳城君李岏, 1528 - 1547), tự Tử Chiêm (子瞻), mẹ là Hy tần Hồng thị. Lấy Đông Lai quận phu nhân Trịnh thị. Thụy Ý Mẫn (懿愍).
8. Đức Hưng đại viện quân Lý Thiệu (德興大院君李岹, 1530 - 1559), tự Cảnh Nhưỡng (景仰), mẹ là Xương tần An thị. Lấy Hà Đông Phủ đại phu nhân Trịnh thị.
9. Triều Tiên Minh Tông Lý Hoàn (李峘, 1534 - 1567), mẹ là Văn Định vương hậu Doãn thị. Ban đầu có phong hiệu là Khánh Nguyên đại quân (慶原大君).
10. Vương tử (王子), 3 người chết yểu, mẹ là Hy tần Hồng thị.
11. Vương tử Di Thọ (王子頤壽), mẹ là Xương tần An thị, chết yểu.
12. Vương tử (王子, 1528), mẹ là Quý nhân Hàn thị, chết yểu.

- Vương nữ:

1. Hiếu Huệ công chúa (孝惠公主, 1511 - 1531), tên Ngọc Hà (玉荷), mẹ là Chương Kính vương hậu. Hạ giá lấy Diên Thành úy Kim Hi (金禧).
2. Huệ Thuận ông chúa (惠順翁主, 1512 - 1538), tên Thiết Hoàn (鐵環), mẹ là Kính tần Phác thị. Hạ giá lấy Quang Xuyên úy Kim Nhân Khánh (金仁慶).
3. Huệ Tĩnh ông chúa (惠靜翁主, 1514 - 1580), tên Thạch Hoàn (石環), mẹ là Kính tần Phác thị. Hạ giá lấy Đường Thành úy Hồng Lệ (洪礪).
4. Trinh Thuận ông chúa (貞順翁主, 1517 - ?), tên Trinh Hoàn (貞環), mẹ là Thục nghi Lý thị. Hạ giá lấy Lệ Thành quân Tống Dần (宋寅).
5. Hiếu Tĩnh ông chúa (孝靜翁主, 1520 －1544), tên Thuận Hoàn (順環), mẹ là Thục nghi Lý thị. Hạ giá lấy Thuần Nguyện úy Triệu Nghĩa Trinh (趙義貞).
6. Ý Huệ công chúa (懿惠公主, 1521 - 1564), tên Ngọc Huệ (玉蕙), mẹ là Văn Định vương hậu. Hạ giá lấy Thanh Nguyện úy Hàn Cảnh Lộc (韓景祿).
7. Hiếu Thuận công chúa (孝順公主, 1522 - 1538), tên Ngọc Liên (玉蓮), mẹ là Văn Định vương hậu. Hạ giá lấy Lăng Thành quân Cụ Tư Nhan (具思顔).
8. Thục Tĩnh ông chúa (淑靜翁主, 1525 －1564), tên Thủ Hoàn (守環), mẹ là Thục nghi Kim thị. Hạ giá lấy Lăng Xương úy Cụ Cán (具澣).
9. Tĩnh Thận ông chúa (靜愼翁主, 1526 - 1552), tên Thiện Hoàn (善環), mẹ là Xương tần An thị. Hạ giá lấy Thanh Xuyên úy Hàn Cảnh Hựu (韓景祐).
10. Kính Hiển công chúa (敬顯公主, 1530 - 1584), tên Ngọc Hiền (玉賢), mẹ là Văn Định vương hậu. Hạ giá lấy Linh Xuyên úy Thân Nghĩ (申檥).

## Mô tả của hiện tại
Vua Trung Tông xuất hiện trong nhiều phim truyền hình Hàn Quốc, đáng chú ý nhất trong thời gian gần đây trong các bộ phim Hwang Jin-i và Dae Jang Geum. Ông cũng được miêu tả trong bộ phim truyền hình "Ladies of the Palace" hoặc "Yeoin Cheonha" ("Người phụ nữ của thế giới") - Bộ phim miêu tả sự tranh đấu giữa vương hậu Văn Định (Munjeong) và các phi tần của hoàng gia. Trong các phim truyền hình trên, ông được miêu tả là một vị vua chính chắn muốn tốt cho người dân nhưng luôn bị phụ thuộc vào các đại thần trong triều.
Ông cũng được mô tả ngắn gọn trong phim truyền hình The King and I. Gần đây nhất có một bộ phim truyền hình được làm dựa trên câu chuyện tình của ông và Đoan Kính vương hậu Queen for seven days.